# Austin Osman Spare
Austin Osman Spare (30 de Dezembro de 1886 - 15 de Maio de 1956) foi um artista inglês e ocultista que trabalhou como desenhista e pintor. Influenciado por simbolismo e pela artística decadência da art nouveau, sua arte foi conhecida pelo seu claro uso de linha, e por retratar imagens de cunho sexual ou monstruoso. Como ocultista, ele desenvolveu técnicas idiossincráticas no que refere-se à magia, incluindo escrita automática, desenho automático e sigilação, baseadas em suas teorias sobre o relacionamento entre o eu consciente e inconsciente.[carece de fontes?]

## Biografia

### Infância: 1886–1900
O pai de Austin, Philip Newton Spare, nasceu em Yorkshire em 1857, e eventualmente mudou-se para Londres, onde começou a trabalhar na City of London Police em 1878, tendo sua base na delegacia de polícia de Snow Hill. A mãe de Austin, Eliza Osman, nasceu em Devon, sendo filha de um membro da Marinha Real, e casou-se com Philip Newton Spare na St Bride's Church na Fleet Street em Dezembro de 1879. Juntos eles mudaram-se para uma casa de habitação chamada Bloomfield House em Bloomfield Place na King Street em Snow Hill, na qual encontravam-se famílias de oficiais de polícia, motoristas, balconistas e feirantes. A primeira criança Spare a sobreviver foi John Newton Spare, nascido em 1882, seguido por William Herbert Spare em 1883, e então Susan Ann Spare em 1885.

## Exposições de Spare
- Bruton Galleries, London, October 1907
- The Baillie Gallery, London, 11–31 October 1911
- The Baillie Gallery, London, 10–31 October 1912
- The Ryder Gallery, London, 17 April - 7 May 1912
- The Baillie Gallery, London, July 1914
- St. George’s Gallery, London, March 1927
- The Lefevre Galleries, London, April 1929
- Godfrey Phillips Galleries, London, November 1930
- Artist's studio, 56A Walworth Road, Elephant, London, Autumn, 1937
- Artist's studio, 56a Walworth Road, Elephant, London, Autumn, 1938
- Archer Gallery, London, July 3–30 November 1947
- The Temple Bar (Doctors), 286 Walworth Rd. London, 28 October – 29 November 1949
- The Mansion House Tavern, 12 June – 12 July 1952
- The White Bear, London, 19 November – 1 December 1953
- Archer Gallery, London, 25 October – 26 November 1955
- The Greenwich Gallery, London, 23 July – 12 August 1964
- Alpine Club Gallery (Group Exhibition), London, 22 June - 2 July 1965
- The Obelisk Gallery, London, 1972
- The Taranman Gallery, London, 2–23 September 1974
- Oliver Bradbury & James Birch Fine Art, London, 17 November – 8 December 1984
- The Morley College Gallery, London, September 1987
- Henry Boxer, London, November 1992
- Arnolfini, Bristol, 2007
- Cuming Museum, South London, September–November 2010
- Atlantis Bookshop, London, 2010[4]

## Obras em português
Em 2020, a Oficina Palimpsestus promoveu uma campanha de financiamento coletivo pela plataforma Catarse para publicação da obra escrita e visual de Spare no Brasil. Com organização do tradutor e editor Rogério Bettoni e tradução de Adriano Scandolara, Bruno Costa, Gisele Eberspächer, Maíra Mendes Galvão e do próprio Rogério Bettoni, o livro Arte e magia do caos: obra reunida de Austin Osman Spare está em processo de finalização, com publicação prevista para julho de 2021.